# Jun Kobayashi
Jun Kobayashi (japanisch 小林 洵 Kobayashi Jun; * 7. Mai 1999 in der Präfektur Osaka) ist ein japanischer Fußballspieler.

## Karriere
Kobayashi erlernte das Fußballspielen in der Jugendmannschaft des Seiei Gakuen SC sowie in der Mannschaft von Cerezo Osaka. Die U23-Mannschaft des Vereins spielte in der dritten Liga, der J3 League. Als Jugendspieler absolvierte er 13 Drittligaspiele für Cerezo. Von 2018 bis 2021 spielte er in der Universitätsmannschaft der Kwansei-Gakuin-Universität. Am 1. Januar 2022 unterschrieb er einen Vertrag bei Albirex Niigata (Singapur). Der Verein ist ein Ableger des japanischen Zweitligisten Albirex Niigata, der in der ersten singapurischen Liga, der Singapore Premier League, spielt. In seiner ersten Profisaison absolvierte er 27 Erstligaspiele für Albirex.  Am Ende der Saison feierte er mit Albirex die singapurische Meisterschaft. Nach der Meisterschaft wechselte er zu Beginn der Saison 2023 zu den ebenfalls in der ersten Liga spielenden Young Lions.

## Erfolge
Albirex Niigata (Singapur)
- Singapurischer Meister: 2022